# Alice Sheldon

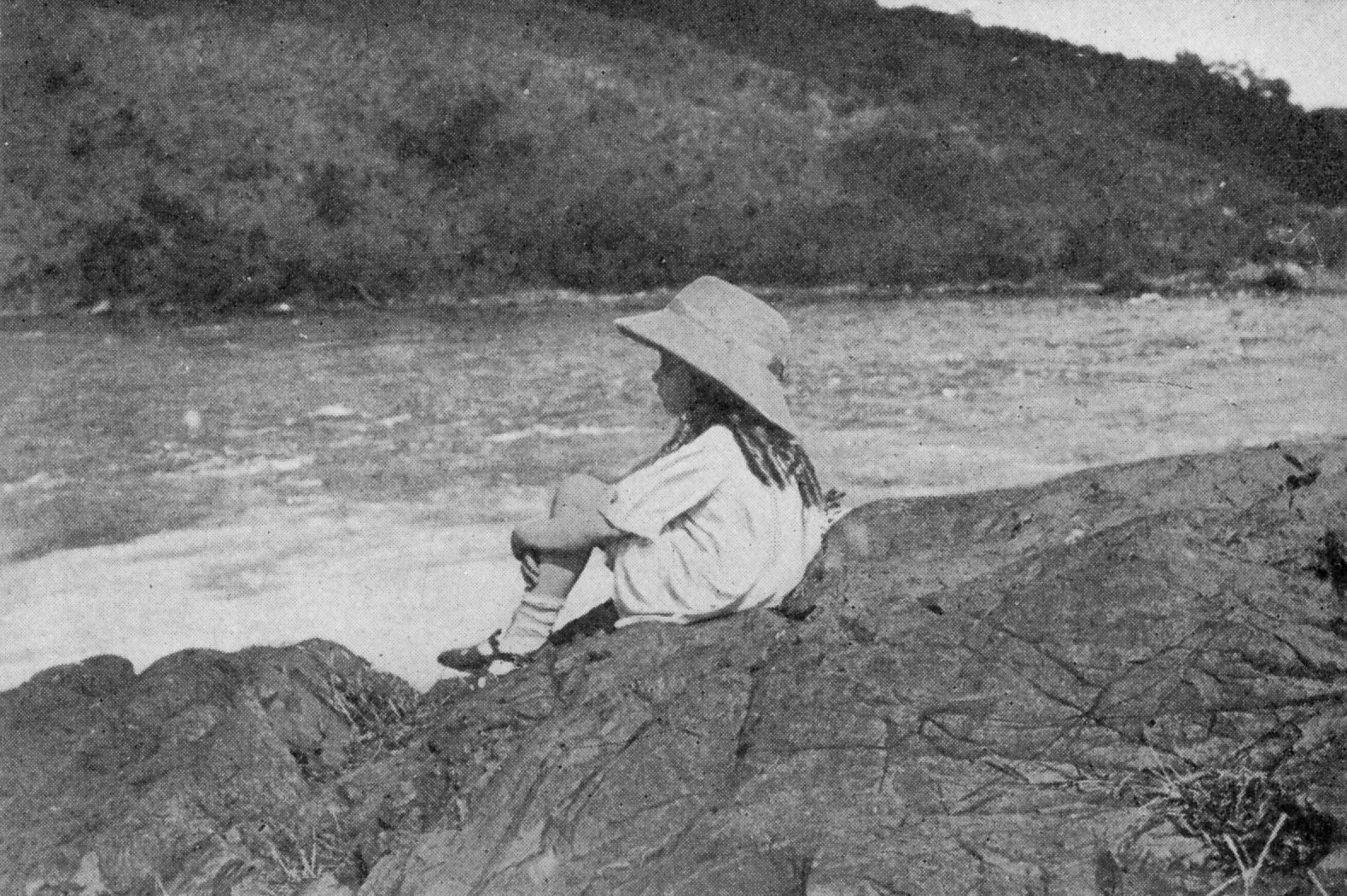
Sheldon som barn i Afrika

Alice Sheldon, född 24 augusti 1915 i Chicago, Illinois, död 19 maj 1987 i McLean, Virginia, var en amerikansk science fiction-författare mest känd under sina två pseudonymer James Tiptree Jr. (fram till 1977) och Racoona Sheldon.

## Biografi
Sheldon levde ett säreget liv. Hon var dotter till reseskildraren Mary Hastings och juristen och naturalisten Herbert Edwin Bradley. Som barn följde hon med föräldrarna på halvårslånga expeditioner genom Afrika och blev också huvudperson i en av moderns reseböcker, "Alice in Jungleland", illustrerad med hennes barnteckningar från Afrika.
År 1942 tog hon värvning i amerikanska armén, genomgick en utbildning i fotoanalys och blev den första kvinnliga officeren inom den amerikanska militära underrättelsetjänsten. Hon stationerades i Europa, träffade översten Huntington D. Sheldon och gifte sig med honom 1945; 1946 fick hon avsked från armen med majors rang. 1952 flyttade paret Sheldon till Washington där Huntington Sheldon blev en av dem som byggde upp den nya underrättelseorganisationen CIA; Alice Sheldon blev anställd i organisationen, först som analytiker men under åren 1954–1955 också med fältuppdrag i Mellersta östern.
År 1955 lämnade hon CIA, skrev in sig vid American University och började studera psykologi; 1967 doktorerade hon i experimentell psykologi vid George Washington University och tillträdde en forskartjänst. Parallellt debuterade hon som science fiction-författare, men under pseudonymen James Tiptree Jr. Hon blev snabbt uppmärksammad som en av de mest betydande och originella nya författarna i formen och belönades med Nebulapriset 1973 för novellen Love is the Plan, the Plan is Death; senare fick hon Nebula också 1976 för kortromanen Houston, Houston, Do You Read samt under namnet Racoona Sheldon för långnovellen The Screwfly Solution 1977; 1974 belönades hon med Hugopriset för långnovellen "The Girl Who Was Plugged In"; också den Nebulabelönade "Houston, Houston, Do You Read?" Hugobelönades. Sheldons teman var kärlek, sexualitet, främlingskap och död; hon var en av sf-litteraturens viktigaste utforskare av könsroller, en nydanande feminist och en förnämlig stilist. På svenska har en rad av hennes noveller publicerats i främst sf-tidskriften Nova science fiction, som senast år 2007 ägnat ett temanummer åt henne; där återfinns sju noveller inklusive de nämnda, prisbelönade "Houston, Houston, Do You Read?" och "The Girl Who Was Plugged In".
Alice Sheldon drabbades under mitten av 1980-talet av depression och fick allt svårare att skriva. Samtidigt försämrades Huntington Sheldons hälsa. I enlighet med en tidigare träffad överenskommelse[källa behövs] makarna emellan sköt Alice Sheldon den 19 maj 1987 först sin 84-årige man och därefter sig själv. De hittades döda i sitt sovrum.

## Noveller
- Era ansikten, å mina systrar! Era ansikten fyllda av ljus.
- Parasitfluglösningen
- Alla slags ja
- Dr Ains sista resa
- Den inkopplade flickan
- Houston, Houston, hör ni mig
- Mannen som gick hem
- En ögonblickskort smak av varande

Alla ovanstående noveller finns med i Nova science fiction nummer 10/11 (temanummer Alice B. Sheldon).

## Om Alice B. Sheldon
- Julie Phillips: James Tiptree, Jr: The Double Life of Alice B. Sheldon (2006) (St. Martin's Press) ISBN 0-312-20385-3.